# Aquilegia bernardii
Aquilegia bernardii là một loài thực vật có hoa trong họ Mao lương. Loài này được Gren. & Gord. mô tả khoa học đầu tiên năm 1847.

## Hình ảnh

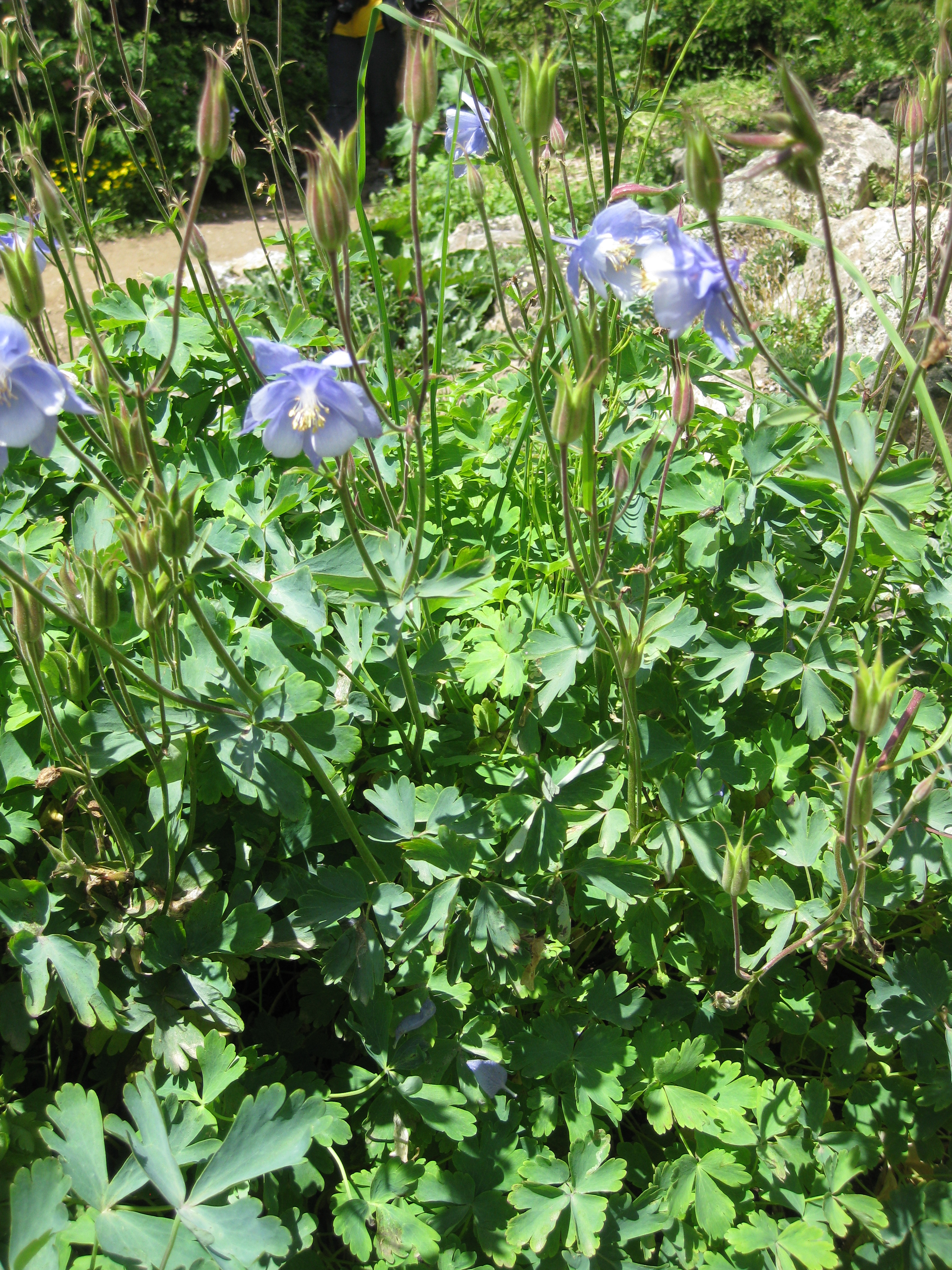